# Dąbrówka Drygalska
Dąbrówka Drygalska [pronunciación en polaco: /dɔmˈbrufka drɨˈɡalska/] (en alemán: Dombrowken 1938-45: Altweiden) es un pueblo ubicado en el distrito administrativo de Gmina Biała Piska, dentro del condado de Pisz, Voivodato de Varmia y Masuria, en el norte de Polonia. Se encuentra a unos 5 kilómetros al noreste de Biała Piska, a 21 kilómetros al este de Pisz, y a 107 kilómetros al este de la capital regional Olsztyn .
El pueblo tiene una población de 40 habitantes.